# مشكلة إعادة جدولة السيارة

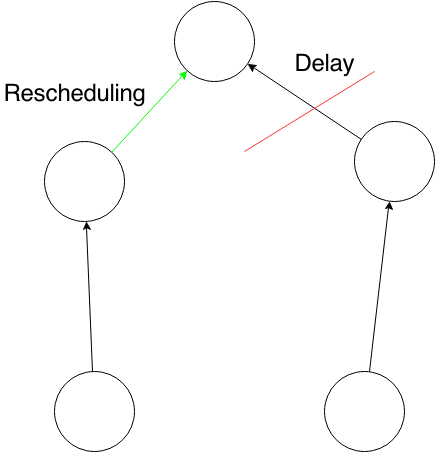
مثال لمشكلة إعادة جدولة السيارة

مشكلة إعادة جدولة السيارة هي مشكلة دمجية وتوافقية وبرمجية تسعى لخدمة العملاء في رحلة ما بعد حدوث تغير في الجدول إما نتيجة لتعطل السيارة أو أي تأخير لسبب ما . تم تقديم المشكلة من قبل لي وميرشانداني وبورنشتاين في عام 2007 لما لها من أهمية في مجالات النقل والخدمات اللوجستية.
تعتبر المشكلة ضمن مسائل NP الصعبة ويأتي حلها في التحسين الاندماجي، لذلك في الممارسة العلمية يتم استخدام طرق ارشادية وحتمية لإيجاد حلول جيدة مقبولة للمشكلة.

## نظرة عامة
توجد العديد من الاختلافات والتخصصات الخاصة بمشكلة إعادة جدولة السيارة:
- مشكلة إعادة جدولة السيارة ذات المستودع الواحد (SDVRSP): عدد من الرحلات يجب إعادة جدولتهم بسبب حدوث تأخير على الطريق أو عطل في السيارة أو أي سبب آخر.

الهدف هو العثور على إعادة جدولة مثالية للأسطول الحالي، باستخدام مركبات إضافية ربما من المستودع، من أجل تقليل التأخير وتكاليف التشغيل. في المشكلة، يوجد مستودع واحد فقط يحتوي على جميع المركبات الإضافية، حيث تبدأ كل سيارة وتنتهي وفقا لجدول خاص بها.
- مشكلة إعادة جدولة المركبات متعددة المستودعات (MDVRSP): تتشابه مع مشكلة المستودع الواحد في تعطل السيارات ووجوب إعادة جدولة لتقليل التأخير والحد من تكاليف التشغيل، لكن يوجد أكثر من مستودع للمساعدة بسيارات أكثر وفقا للجدول الخاص بها.
- مشكلة إعادة جدولة السيارة المفتوحة (OVRSP): المركبات غير مطلوبة للعودة إلى المستودع.

على الرغم من أن مشكلة إعادة جدولة السيارة مرتبطه بمشكلة جدولة المركبات الفردية ومشكلة جدولة المركبات متعددة المستودعات، إلا أن هناك فرقًا كبيرًا في متطلبات وقت التشغيل حيث يجب حل المشكلة في أسرع وقت للسماح بإعادة الجدولة أثناء العمليات، في حين أن مشكلتي إعادة جدولة السيارة المفتوحة ومتعددة المستودعات غالبا ما يكون باستخدام أساليب البرمجة الخطية طويلة المدى.

## وصلات خارجية
- شرح مشكلة إعادة جدولة السيارة نسخة محفوظة 9 مارس 2019 على موقع واي باك مشين..
- أمثلة على مشاكل إعادة جدولة السيارة.